# Total Divas
Total Divas là một loạt chương trình truyền hình của WWE được chiếu vào 28/7/2013 trên E!. Chương trình này có sự góp mặt của các diva trong WWE và có cả đô vật nghỉ hưu huyền thoại là Daniel Bryan.